# قطعنامه ۱۲۸۵ شورای امنیت
قطعنامه ۱۲۸۵ شورای امنیت سازمان ملل متحد که در تاریخ ۱۳ ژانویه ۲۰۰۰ تصویب شد، سندی بین‌المللی دربارهٔ بررسی وضعیت در کرواسی است. این قطعنامه طی نشست ۴۰۸۸ام با ۱۵ رای موافق، ۰ مخالف و ۰ ممتنع تصویب شد.